# Омеляновка (Одесская область)
Омеляновка (укр. Омелянівка) — село, относится к Окнянскому району Одесской области Украины.
Население по переписи 2001 года составляло 34 человека. Почтовый индекс — 67933. Телефонный код — 4861. Занимает площадь 0,62 км².

## Местный совет
67922, Одесская обл., Окнянский р-н, с. Цехановка